# Bákó
Bákó (románul: Bacău, németül: Bakau vagy Barchau) Bákó megye székhelye a Kárpátok keleti lábainál, a Beszterce és Szeret folyók összefolyásánál, a DN2-es főút mellett. A csángók fővárosa, itt működik a Moldvai Csángómagyarok Szövetsége is. Nevének eredete magyar: a hóhér jelentésű bakó.

## Történelem
A város és környéke már időszámításunk előtt 2-3000 évvel is lakott hely volt, az itt végzett ásatások alapján.
Először a 14. században  említik a települést, mint a krími tatárok fennhatósága alá eső területet. A tatárok a magyar és lengyel területek felé innen indultak portyáikra, egészen 1345-ig, mikor Lackfi András visszaszorította őket a Dnyeper mögé. 1408-ban Alexandru cel Bun uralkodása alá tartozott. A magyar nevét a középkorban kapta a város. A 15–16. században jelentős kereskedőváros és vámszedő hely volt a Szeret mentén vezető kereskedelmi főútvonal mellett, mely út észak felé; Lengyelországba és a Baltikumba, nyugat felé pedig az Ojtozi-szoroson át Erdélybe vezetett. Bákó a 16. században érte el virágkorát a moldvai fejedelmeknek udvarházuk volt itt. A középkorban katolikus püspökség és ferences kolostor is működött itt; a város falai közt a keleti és nyugati műveltség találkozott.
A 19. században kezdett modern várossá növekedni. Több ipari üzem is létesült itt: papír, cellulóz, szesz, textil és cipőgyár is.

## Népesség
2002-ben 175 500 lakosa volt, ebből 173041 fő román, 1605 cigány, 191 magyar, 118 zsidó, 83 német, 80 csángó, 52 olasz, 39 orosz, 37 örmény, 19 ukrán, 98 fő pedig egyéb nemzetiségűnek vallotta magát.
A 2011-es népszámlálás végleges adatai szerint 144 307 fő lakta a települést, 130 155 fő román, 1253 fő cigány, 119 fő magyar, 44 fő német, 40 fő zsidó, 36 török, 35 fő olasz, 24 csángó, 24 örmény, 21 lipován, 12 ukrán, 10 lengyel volt.

## Önkormányzat és közigazgatás
A város több éven keresztül a Szociáldemokrata Párt (PSD) egyik rendíthetetlen fellegvára volt, viszont 2004-ben, nagy meglepetést okozva a Humanista Párt jelöltje, Romeo Stavarache megnyerte a választásokat. Romeo Stavarache 2004 folyamán a Humanista párt SZDP-vel kötött választási szövetség után kilepett a pártból és belépett a Nemzeti Liberális Pártba (PNL).

## Gazdaság
Mára Moldva egyik legjelentősebb ipari városa lett.

## Közlekedés
Jelentős közlekedési csomópont, több fontos útvonal is találkozik itt.
Fontos állomása az észak-déli irányú vasúti főútvonalnak is. A városnak repülőtere is van.

## Sport
A város első ligás focicsapata a FCM Bákó.